# Boris Ephrussi
Boris Ephrussi (Moscú, 9 de mayo de 1901 - París, 2 de mayo de 1979) fue un genetista francés de origen ruso. 

## Biografía académica
Boris Ephrussi emigra a Francia en 1920, donde comienza sus investigaciones en el Instituto de biología físico-química (IBPC). Entre 1934 y 1935 trabaja en Caltech, y después regresa a Francia. De origen judío, vuelve a Estados Unidos (Johns Hopkins University) durante la Segunda Guerra Mundial. Terminada la guerra vuelve a Francia, donde trabaja en el CNRS de Gif-sur-Yvette.

## Obra
Boris Ephrussi es uno de los fundadores de la genética del desarrollo. Realizó experimentos sobre los pigmentos de los ojos de Drosophila con el objetivo de "tender un puente entre la embriología causal y la genética".

## Distinciones
- Louisa Gross Horwitz Prize (Comlumbia University), 1974.
- Médaille d'or del CNRS, 1968.